# Превелебний
Превелебний — форма звертання, гоноратив або титул ґречності, який найчастіше ставиться перед іменем (прізвищем) християнського духовенства або інших релігійних служителів. В різних країнах та церковних традиціях існують відмінності в способі його використання. Ця форма звертання також іноді використовується при звертанні до нерелігійних діячів, які удостоєні великої поваги.
Походить від давньоукраїнського «Веле» — багато, дуже; «Велебний» — гідний хвали, шанований. В англійській мові термін «Reverend» походить від латинського «reverendus» — означення, що використовувалось в офіційних документах у Середньовічній Європі. Утворене від дієслова «revereri» («поважати; шанувати») й буквально означало: «той, хто має шану / повинен поважатися».
Превелебний є рівнозначним до Високоповажний. В англіканській та католицькій церкві Найпревелебніший, Найпревелебніший владико або Ваша превелебносте звертаються до єпископів, архієпископів та кардиналів.
В сучасній українській мові звертання Ваша Превелебносте використовують, звертаючись до кардинала.

## Історія
В Україні в часи Великого князівства Литовського та в часи Гетьманщини «превелебний» було почесним титулом ігуменів та архимандритів; на «найпревелебніший» — єпископів і митрополитів. Наприклад, у Літописі Самійла Величка сказано: «1654 року на Спаса превелебний митрополит Київський Сильвестр Косів освятив у Мгарському Монастирі церкву святого Спаса».
За часів Великого князівства Руського та Речі Посполитої до православних митрополитів та єпископів Київської митрополії також звертались «Найпревелебніший владико».
Пізніше звертання «превелебний отче» стали застосовувати до видатних священників, які користувались великою шаною і повагою в суспільстві.
У ХІХ — на поч. ХХ ст. це було звертання до митрополитів та єпископів (як православних, так і греко-католицьких); а також звертання до гідної великої поваги, пошани людини.
У традиційному вживанні англійської мови, «превелебний» відноситься як до єпископів, так і до священників, в тому числі й протестантських церков. Також цим терміном можуть позначати суддю, або іншу поважну особу.